# Stereo Mike
Stereo Mike, справжнє ім'я Міхаліс Ексархос (грец. Μιχάλης Έξαρχος, 1978, Пірей) — грецький хіп-хоп-виконавець, музикант.

## Творча біографія
Міхаліс Ексархос народився в Піреї. У віці 18 років виїхав до Великої Британії, здобув диплом бакалавра музичних технологій в Міському університеті Лідса, пізніше — магістра зі звукозапису в Університеті Вестмінстера. Працював саунд-продюсером у Vault Recording Studios у Гакні, де співпрацював із хіп-хоповими артистами, серед яких Klashnekoff, Bury Crew, Skinnyman, Taskforce, Iceberg Slim, Mike GLC і JMC.
Згодом Міхаліс Ексархос працював продюсером в AMG Records, із дочірнім лейблом останнього Mo' Money Recording$ він підписав свій перший контракт як Stereo Mike. Перший альбом вийшов за два роки, паралельно Ексархос навчався в аспірантурі та читав лекції в Університеті Вестмінстера. Дебютний альбом мав назву «Satirical Nomads», вийшов у Греції під ліцензією Universal Music Greece. До альбому увійшли два сингли «O Άλλος Βαβης», антирасистський гімн, та «Η Πόλης». 2005 року Stereo Mike номінували на здобуття Mad Video Music Awards в номінації «Найкращий хіп-хоповий відео-кліп». 2008 року його вдруге номінували, в тому числі в категорії Відео-кліп року.
Свій другий альбом «XLI3H» (транслітерація від грец. Εξέλιξη — еволюція) Stereo Mike випустив спільно із лейблом Minos EMI. Водночас здобув ступінь PhD з музики.
Stereo Mike став першим переможцем MTV Europe Music Awards в категорії Найкращий виконавець Греції. 2011 року представляв Грецію на Пісенному конкурсі Євробачення в Дюссельдорфі, спільно із Лукасом Йоркасом, із піснею «Watch My Dance».
У червні 2012 року записано дует «Δεν Σ'Αφήνω Απ' Τα Μάτια Μου» із Деспіною Олімпіу, у вересні на пісню відзнято відеокліп.

## Дискографія

### Альбоми
- 2004: Satirical Nomads
- 2007: XLI3H

### Сингли
Satirical Nomads:
- 2004: «O Allos Babis»
- 2004: «I Polis»

2005 Mad Video Music Awards:
- 2005: «Pump It/Misirlou», з Елені Цалігопулу, Shaya & Lagnis NTP.

XLI3H:
- 2007: «Fevgo», з Харіс Алексіу
- 2007: «Des Kathara (Face à la mer)», з Андріана Бабалі
- 2008: «Anagnorisi»
- 2008: «Alli Mia Nihta», з Shaya
- 2009: «Peraia Mou»

2008 Mad Video Music Awards:
- 2008: «S'opoion Aresei (Dansonra)», з Тамта
- 2008: «Piase Me», з Елені Цалігопулу
- 2009: «Peraia Mou»

Євробачення 2011:
- 2011: «Watch My Dance» (з Лукасом Йоркасом)